# سولين ريجو
سولين ريجو (بالفرنسية: Solène Rigot)‏ (مواليد 8 سبتمبر 1992 في باريس ، فرنسا) هي ممثلة وموسيقية فرنسية.

## روابط خارجية
- سولين ريجو على موقع IMDb (الإنجليزية)
- سولين ريجو على موقع ميتاكريتيك (الإنجليزية)
- سولين ريجو على موقع ألو سيني (الفرنسية)
- سولين ريجو على موقع أول موفي (الإنجليزية)
- سولين ريجو على موقع قاعدة بيانات الفيلم (الإنجليزية)
- سولين ريجو على موقع ليتربوكسد (الإنجليزية)
- سولين ريجو على موقع كينوبويسك (الروسية)